# Alejandro Chucarro
Alejandro Chucarro (* 1790; † 1884) war ein uruguayischer Politiker.
Alejandro Chucarro, der Cruzada Libertadora zugehörig, wurde in die Primera Sala de Representantes de la Provincia (1825 bis 1826), die erste Abgeordnetenkammer der Provinz gewählt. Er war als Repräsentant des Departamentos Canelones Mitglied der Asamblea Constituyente y Legislativa del Estado Oriental (1828–1830), der ersten verfassungsgebenden Versammlung Uruguays. Als solcher gehörte er zu den Unterzeichnern der ersten Verfassung und war der Letztverstorbene dieser Abgeordnetenversammlung. Chucarro, der den Colorados angehörte, nahm sodann ebenfalls für Canelones in der 1. und 2. Legislaturperiode vom 19. Oktober 1830 bis zum 14. Februar 1834 und vom 17. Februar 1834 bis zum 14. Februar 1837 ein Titularmandat in der Cámara de Representantes wahr. In diesem Zeitraum war er in den Jahren 1832 und 1833 zunächst Zweiter Vizepräsident der Abgeordnetenkammer, 1834 übte er dann das dortige Amt des Ersten Vizepräsidenten aus. Sodann war er vom 24. Oktober 1838 bis zum 11. November 1838 Außenminister von Uruguay. Während der zweiten Amtsphase des Präsidenten José Fructuoso Rivera wurde Chucarro per Erlass vom 3. Januar 1839 zum Generaldirektor der staatlichen Schulen ernannt und mit der Erstellung eines grundsätzlichen Bildungsplans betraut. Am 20. Oktober 1842 schied er aus diesem Amt, ohne in Folge der Kriegswirren dieses Ziel verwirklicht zu haben. 1839 bis 1841 übte er das Amt des Finanzministers aus.
Ab der 4. Legislaturperiode gehörte er der Cámara de Senadores an, obwohl er schon 1839 erstmals als Zweiter Vizepräsident des Senats geführt wird. Dort war er zunächst vom 26. Oktober 1841 bis zum 15. Februar 1843 und vom 23. Februar 1843 bis zum 9. Februar 1846 stellvertretender Senator für das Departamento San José. In der Gobierno de la Defensa hatte er vom 6. Februar 1847 bis zum 5. Juli 1847 zum zweiten Mal die Führungsfunktion im Außenministerium inne. Beginnend ab dem 6. März 1854 nahm er in der 6. Legislaturperiode bis zum 15. Juli desselben Jahres ein Titularmandat im Senat für das Departamento Tacuarembó wahr. In jenem Jahr war er auch Senatspräsident. Vom 17. Februar 1855 bis zum 30. Mai 1855 folgte seine dritte Amtszeit als Außenminister. Wiederum für Tacuarembó saß er in der 10. Legislaturperiode beginnend ab dem 14. Februar 1868 bis zum 10. Februar 1870 im Senat und war 1868 gleichzeitig Zweiter Senats-Vizepräsident. Im Folgejahr stand er dieser Kammer als Präsident vor. Auch in den Jahren 1871 und 1872 wird er dann als Erster Vizepräsident des Senats geführt. Ein Titularmandat hatte er aber erst wieder in der 11. Legislaturperiode ab dem 14. Februar 1873 inne. Dieses als Repräsentant des Departamentos Paysandú wahrgenommene Mandat endete am 18. Januar 1875. Als gewählter Vertreter Maldonados saß er abermals in der 13. (14. Februar 1879 bis zum 6. Februar 1882) und 14. (9. Februar 1882 bis zum 15. Juni 1883) Legislaturperiode im Senat. 1880 und 1881 war er dabei erneut Senatspräsident.